# Coenzima M
La coenzima M es un anión con fórmula molecular HSCH2CH2SO3-. Recibe el nombre de 2-mercaptoetanosulfonato y se abrevia HS-CoM. La forma neutra (un ácido sulfónico, HS-CH2-CH2-S(=O)2OH) carece de importancia, pero la sal sódica está disponible la mayoría de las veces. El mercaptoetanosulfonato contiene un grupo tiol y un grupo sulfonato, siendo el grupo tiol el sitio principal de la reacción y el grupo sulfonato, el que confiere la solubilidad en medio acuoso.

## Papel bioquímico
La coenzima constituye el transportador C1 en la metanogénesis. Es convertido en propil coenzima M, el tioéter CH3SCH2CH2SO3-, en el penúltimo paso en la formación de metano. La conezima M reacciona con la coenzima B, el 7-tioheptanoíltreoninafosfato, para dar un heterodisulfido, liberando metano:
CH3-S-CoM + HS-CoB → CH4 + CoB-S-S-CoM
Esta conversión está catalizada por la enzima metil coenzima M reductasa, que contiene el cofactor F430 como grupo prostético.